# همروآروارگان
همروآروارگان (نام علمی: Symphytognathidae) نام یک تیره از راسته عنکبوت است.